# 野南町
野南町（のみなみちょう）は、愛知県名古屋市西区の地名。丁番を持たない単独町名である。住居表示未実施。

## 地理
西区の最西北端に位置する町である。西側は凸版印刷の工場の敷地が面積を占め、残りの土地は住宅地となっている。かつては長栄軒のパン工場も存在したようだが、現存しない。

### 河川
- 水場川

## 歴史

### 町名の由来
旧字野野南に由来するという。

### 沿革
- 1972年（昭和47年）11月21日 - 西区山田町大字平田の一部より成立[1]。

## 世帯数と人口
2019年（平成31年）2月1日現在の世帯数と人口は以下の通りである。
| 町丁   | 世帯数  | 人口  |
| ------ | ------- | ----- |
| 野南町 | 221世帯 | 465人 |

### 人口の変遷
国勢調査による人口の推移
| 2000年（平成12年） | 306人 | [ 8 ]  |  |
| 2005年（平成17年） | 327人 | [ 9 ]  |  |
| 2010年（平成22年） | 401人 | [ 10 ] |  |
| 2015年（平成27年） | 447人 | [ 11 ] |  |

## 学区
市立小・中学校に通う場合、学校等は以下の通りとなる。また、公立高等学校に通う場合の学区は以下の通りとなる。
| 番・番地等 | 小学校               | 中学校               | 高等学校 |
| ---------- | -------------------- | -------------------- | -------- |
| 全域       | 名古屋市立浮野小学校 | 名古屋市立平田中学校 | 尾張学区 |

## 施設
- 凸版印刷中部事業部名古屋工場
- 名古屋市立野南保育園

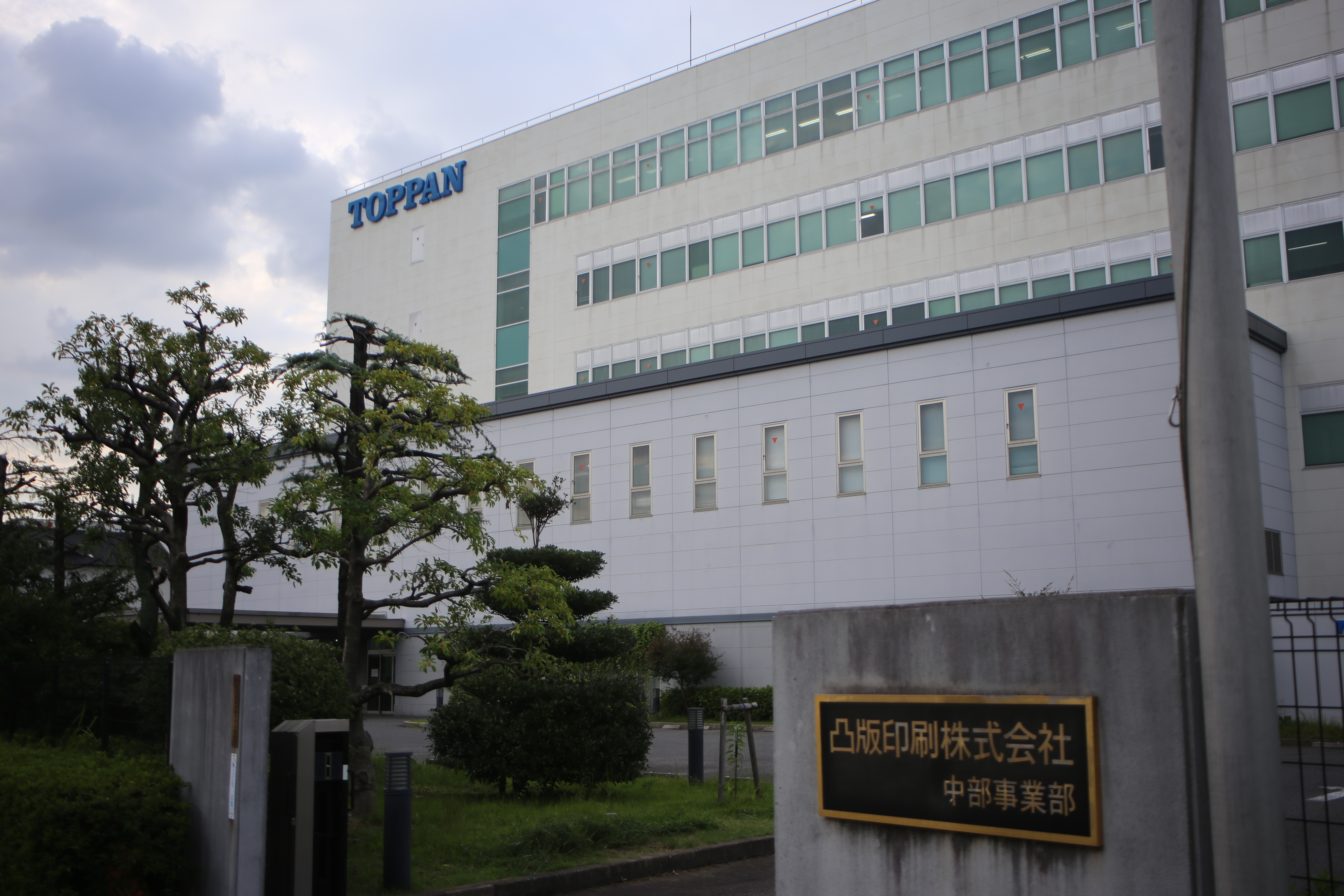
凸版印刷中部事業部

## 交通
- 愛知県道163号一場中小田井線

## その他

### 日本郵便
- 郵便番号 : 452-0847[4]（集配局：名古屋西郵便局[14]）。